# Anne-Denise Moneret-Vautrin
Pour les articles homonymes, voir Vautrin.
 (juillet 2022).
 (juin 2022).
La mise en forme du texte ne suit pas les recommandations de Wikipédia : il faut le « wikifier ».
Les points d'amélioration suivants sont les cas les plus fréquents. Le détail des points à revoir est peut-être précisé sur la page de discussion.
- Les titres sont pré-formatés par le logiciel. Ils ne sont ni en capitales, ni en gras.
- Le texte ne doit pas être écrit en capitales (les noms de famille non plus), ni en gras, ni en italique, ni en « petit »…
- Le gras n'est utilisé que pour surligner le titre de l'article dans l'introduction, une seule fois.
- L'italique est rarement utilisé : mots en langue étrangère, titres d'œuvres, noms de bateaux, etc.
- Les citations ne sont pas en italique mais en corps de texte normal. Elles sont entourées par des guillemets français : « et ».
- Les listes à puces sont à éviter, des paragraphes rédigés étant largement préférés. Les tableaux sont à réserver à la présentation de données structurées (résultats, etc.).
- Les appels de note de bas de page (petits chiffres en exposant, introduits par l'outil «  Source ») sont à placer entre la fin de phrase et le point final[comme ça].
- Les liens internes (vers d'autres articles de Wikipédia) sont à choisir avec parcimonie. Créez des liens vers des articles approfondissant le sujet. Les termes génériques sans rapport avec le sujet sont à éviter, ainsi que les répétitions de liens vers un même terme.
- Les liens externes sont à placer uniquement dans une section « Liens externes », à la fin de l'article. Ces liens sont à choisir avec parcimonie suivant les règles définies. Si un lien sert de source à l'article, son insertion dans le texte est à faire par les notes de bas de page.
- La présentation des références doit suivre les conventions bibliographiques. Il est recommandé d'utiliser les modèles {{Ouvrage}}, {{Chapitre}}, {{Article}}, {{Lien web}} et/ou {{Bibliographie}}. Le mode d'édition visuel peut mettre en forme automatiquement les références.
- Insérer une infobox (cadre d'informations à droite) n'est pas obligatoire pour parachever la mise en page.

Pour une aide détaillée, merci de consulter Aide:Wikification.
Si vous pensez que ces points ont été résolus, vous pouvez retirer ce bandeau et améliorer la mise en forme d'un autre article.
Anne-Denise Moneret-Vautrin (née le 8 décembre 1939 à Saint-Mihiel et morte le 27 mars 2016 à Nancy) est une médecin et chercheuse française. Professeure de médecine, elle est reconnue pour ses travaux sur les allergies alimentaires et a été membre de l’Académie nationale de médecine.

## Biographie
Denise Vautrin est la fille de Raymond Vautrin, professeur de dessin industriel, et de Madeleine Boulanger, professeure agrégée de sciences naturelles. Elle aurait manifesté son intention de devenir médecin dès l'âge de cinq  ans et demi. Cette vocation ne l'a depuis jamais quittée[réf. nécessaire].
Aînée d'une fratrie de cinq enfants, elle grandit sous la garde de sa mère très occupée (agrégation en 1942 puis enseignement au lycée Jeanne d'Arc de Nancy) en l’absence de son père prisonnier de guerre (1940-1945). Elle passe une partie de son enfance confiée à M. et Mme Neugues, intendants du château de la Motte Tilly dans l'Aube, à quelques kilomètres de la maison familiale, et l'autre partie, aux bons soins de Mme Lefèvre à Nancy.
Au retour de son père, affaibli, ses parents cherchent un climat clément et obtiennent leur mutation à Nice (Alpes-Maritimes). Elle suit toutes ses études primaires et secondaires au lycée de jeunes filles Albert Calmette où elle obtient chaque année le prix d'excellence.
Développant une grande passion pour la lecture dès l'âge de six ans, elle aurait lu des milliers d'ouvrages dans sa jeunesse, refuge intime dans un environnement familial d'une grande sévérité et d'une grande rigueur où le savoir, le travail et la peine étaient les valeurs essentielles. À 9 ans, la lecture du livre La vie de Louis Pasteur (Henri Drouin, 1928) l'aurait décidée, en plus de devenir médecin, de « travailler dans un laboratoire ».
Après son baccalauréat sciences expérimentales (mention très bien) elle s'oriente vers des études de médecine. La faculté de médecine de l'Université Nancy I-Henri Poincaré est choisie à cause de la proximité familiale côté paternel (hébergement proche de son oncle André Vautrin, personnalité Maxevilloise en Meurthe-et-Moselle).
Mariée en 1969 avec André Moneret (ingénieur des ponts et chaussées), elle décide, après leur séparation en 1993, de garder son nom d'usage Moneret-Vautrin. Elle a eu 3 enfants et 7 petits-enfants.
Elle est férue d'archéologie, de paléontologie, de philosophie, de musique classique et d'opéra et pratique sports de montagne et randonnées. Elle s'est aussi essayée à la poésie, rédigeant de nombreux poèmes, et à l’écriture de deux romans. (Voir l'In memoriam d'Étienne Baudouin),.

## Diplômes et carrière
(juin 2022).

Selon la formule consacrée, atteinte par la limite d'âge en 2004, elle poursuivait toutes ses activités hospitalo-universitaires comme consultante jusqu'à la fin de l'année universitaire 2009. Mais ne pouvant se résoudre alors à quitter toutes ses fonctions, elle décide de poursuivre ses activités hospitalières au centre hospitalier d’Épinal et ses activités de recherche à Genclis jusqu'à la fin.
Œuvres et travaux : Plusieurs centaines de publications,,,, entre 1961 et 2015 ainsi que 6 ouvrages spécialisés.
Conférencière invitée aux Congrès internationaux ICACI (International Congress of Allergology and Clinical Immunology), de l'EAACI (European Academy of Allergy and Clinical Immunology), de l'AAAAI (American Academy of Allergy, Asthma & Immunology) et de dizaine d'autres congrès de par le monde.
Elle était devenue une référence internationale de sa spécialité, les allergies alimentaires,,.

## Associations et structures
Création du CICBAA en 1993
Création du réseau Allergovigilance 2001
Création du Réseau Hospitalier Lorraine-Champagne-Ardennes : ALLERGO-LOR (2002)
Organisation des Symposiums nationaux du CICBAA 2001, 2003, 2005, 2007, 2009.

## Activité éditoriale
Elle fait partie des comités de lecture des revues : J Allergy and Clinical Immunology (USA), Clinical and experimental Allergy (UK), Allergy (EU), International archive of allergy and clinical immunology (EU), J invest. Allergol clin immunol, Revue française d'allergologie et immunologie clinique (Fr).
En 1996, elle crée la revue bimestrielle "Alim'inter" et participe de façon permanente au comité de rédaction.
En 1998, elle crée le site internet du CICBAA (Label HON en 2008).

## Prix et distinctions
- Prix d'Externat, Moniteur d'Embryologie (1960)
- Prix d'Internat, Internat des Hôpitaux de Nancy (1963)
- Prix de Thèse P.L. DROUET, Doctorat de Médecine (1967)
- Chef de Clinique - Assistant (1968)
- Certificat d’Études spéciales de Gastro-entérologie (1969)
- Certificat d’Études spéciales d'Immunologie générale et appliquée (1970)
- Certificat d’Études spéciales et de Médecine interne (1971)
- Prix DEXO d'allergologie (1973)
- Agrégation de Médecine interne, Professeur d'université (1976)
- Chef de Service de Médecine interne, Allergologie et Immunologie clinique (1990)
- Prix de l’Académie de Médecine Jules Renault (1983)
- Médaille  d'argent au titre du Service de l’hygiène et des maladies contagieuses (1992)
- Prix recherche clinique, Institut Électricité Santé (1996)
- Clemens von Pirquet Award (2015)[17]
- Chevalier de la Légion d'honneur (2008)[18]
- Ordre national du Mérite, officier (2012)[19]

## Ouvrages
- Aubert, Moneret-Vautrin, Le Risque de sensibilisation aux colorants alimentaires et pharmaceutiques, Masson, 1978
- Gazel Moneret-Vautrin, Pathologie de la vasomotricité nasale, Sandoz, 1982
- Andre, Moneret-Vautrin, Immunopathologie de l'allergie alimentaire, et fausses allergies alimentaires, Masson, 1983
- Anne-Denise Moneret-Vautrin, Le Risque allergique en anesthésie-réanimation, Masson, 1990
- Anne-Denise Moneret-Vautrin, Guide du praticien en immuno-allergologie : l'allergol, Masson, 1994
- Anne-Denise Moneret-Vautrin, Gisèle Kanny et Martine Morisset, Les allergies alimentaires de l'enfant et de l'adulte, Masson, 2006

## Participation à Ouvrages
- Allergic Reactions to Anaesthetics.Clinical and Basic Aspects, Assem, E.S.K. (London), 1992
- Infant Nutrition: Issues In Nutrition and Toxicology Vol.2, London: Chapman & Hall, 1994
- Sécurité Alimentaire du Consommateur, Lavoisier, 1995
- Ed J Descotes, Food and Drug Additives, Elsevier Science, coll. « Human Toxicology », 1996
- Roger Jankowski, Du dysfonctionnement naso-sinusien chronique au dysfonctionnement ostio-meatal, Société Française d'ORL, 2006
- P. Scheinmann, J. de Blic, Allergologie Pédiatrique, Flammarion, 2007
- Moneret-Vautrin, Mertes PM, Anaphylaxis to general anaesthetics, Karger, 2010